# Octomeria glazioveana
Octomeria glazioveana là một loài thực vật có hoa trong họ Lan. Loài này được Regel mô tả khoa học đầu tiên năm 1883.